# 쿡 쿤 홍
쿡 쿤 홍(영어: Kuok Khoon Hong, IPA: [ˌkuk ˈxuːn ˈˈhoŋ] 1949년~)은 싱가포르의 재벌이다. 쿡 쿤 홍은 동남아시아 최대 재벌인 로버트 쿡(Robert Kuok)의 아들로 가족 비즈니스를 총괄하고 있다. 그는 현재 세계 최대의 팜오일 무역업자기도 하다. 쿡 쿤 홍은 2021년 1월 기준, 미화 37억불의 자산을 소유하고 있다.